# Jazmin Sawyers
Jazmin Sawyers (ur. 21 maja 1994 w Stoke-on-Trent) – brytyjska lekkoatletka specjalizująca się w skoku w dal.
W 2011 zajęła w siedmioboju dziewiątą lokatę na mistrzostwach świata juniorów młodszych oraz zdobyła (reprezentując Anglię) złote medale w skoku w dal i biegu rozstawnym 4 × 100 metrów na igrzyskach Wspólnoty Narodów młodzieży. Brązowa medalistka juniorskich mistrzostw świata z 2012 w skoku w dal. Rok później zdobyła srebro mistrzostw Europy juniorów. Wicemistrzyni igrzysk Wspólnoty Narodów w Glasgow (2014). W 2015 wywalczyła srebrny medal młodzieżowych mistrzostw Europy. Szósta zawodniczka halowych mistrzostw Europy w Belgradzie (2017). Zdobyła zloty medal w skoku w dal na halowych mistrzostwach Europy w 2023 w Stambule.
Złota medalistka mistrzostw Wielkiej Brytanii oraz reprezentantka kraju na drużynowych mistrzostwach Europy.
Sawyers uprawiała również bobsleje. W dyscyplinie tej w 2012 roku, wspólnie z Micą McNeill zdobyła srebrny medal zimowych igrzysk olimpijskich młodzieży w rywalizacji dwójek dziewcząt. W tym samym roku, wspólnie z McNeill, zajęła także w tej samej konkurencji 9. pozycję w mistrzostwach świata juniorów.
Rekordy życiowe w skoku w dal: stadion – 6,90 (6 czerwca 2021, Chula Vista) hala – 7,00 (5 marca 2023, Stambuł) rekord Wielkiej Brytanii.

## Osiągnięcia
| Rok  | Impreza                                 | Miejsce        | Konkurencja        | Pozycja           | Wynik     | Reprezentacja |
| ---- | --------------------------------------- | -------------- | ------------------ | ----------------- | --------- | ------------- |
| 2011 | Mistrzostwa świata juniorów młodszych   | Lille          | siedmiobój         | 9. miejsce        | 5296 pkt. | GBR           |
| 2011 | Igrzyska Wspólnoty Narodów młodzieży    | Douglas        | skok w dal         | 1. miejsce        | 6,27w     | ENG           |
| 2011 | Igrzyska Wspólnoty Narodów młodzieży    | Douglas        | sztafeta 4 × 100 m | 1. miejsce        | 46,19     | ENG           |
| 2012 | Mistrzostwa świata juniorów             | Barcelona      | skok w dal         | 3. miejsce        | 6,67      | GBR           |
| 2013 | Mistrzostwa Europy juniorów             | Rieti          | skok w dal         | 2. miejsce        | 6,63      | GBR           |
| 2014 | Superliga drużynowych mistrzostw Europy | Brunszwik      | skok w dal         | 9. miejsce        | 6,27      | GBR           |
| 2014 | Igrzyska Wspólnoty Narodów              | Glasgow        | skok w dal         | 2. miejsce        | 6,54      | ENG           |
| 2015 | Superliga drużynowych mistrzostw Europy | Czeboksary     | skok w dal         | 6. miejsce        | 6,39      | GBR           |
| 2015 | Młodzieżowe mistrzostwa Europy          | Tallinn        | skok w dal         | 2. miejsce        | 6,71      | GBR           |
| 2016 | Halowe mistrzostwa świata               | Portland       | skok w dal         | 13. miejsce       | 6,31      | GBR           |
| 2016 | Mistrzostwa Europy                      | Amsterdam      | skok w dal         | 2. miejsce        | 6,86w     | GBR           |
| 2016 | Igrzyska olimpijskie                    | Rio de Janeiro | skok w dal         | 8. miejsce        | 6,69      | GBR           |
| 2017 | Halowe mistrzostwa Europy               | Belgrad        | skok w dal         | 6. miejsce        | 6,67      | GBR           |
| 2017 | Superliga drużynowych mistrzostw Europy | Lille          | skok w dal         | 4. miejsce        | 6,42      | GBR           |
| 2017 | Mistrzostwa świata                      | Londyn         | skok w dal         | el. – 20. miejsce | 6,34      | GBR           |
| 2018 | Igrzyska Wspólnoty Narodów              | Gold Coast     | skok w dal         | 7. miejsce        | 6,35      | ENG           |
| 2018 | Mistrzostwa Europy                      | Berlin         | skok w dal         | 4. miejsce        | 6,67      | GBR           |
| 2019 | Halowe mistrzostwa Europy               | Glasgow        | skok w dal         | el. – 17. miejsce | 6,28      | GBR           |
| 2019 | Mistrzostwa świata                      | Doha           | skok w dal         | el. – 19. miejsce | 6,46      | GBR           |
| 2021 | Halowe mistrzostwa Europy               | Toruń          | skok w dal         | el. – 13. miejsce | 6,48      | GBR           |
| 2021 | Igrzyska olimpijskie                    | Tokio          | skok w dal         | 8. miejsce        | 6,80      | GBR           |
| 2022 | Mistrzostwa świata                      | Eugene         | skok w dal         | 9. miejsce        | 6,62      | GBR           |
| 2022 | Igrzyska Wspólnoty Narodów              | Birmingham     | skok w dal         | 4. miejsce        | 6,84      | ENG           |
| 2022 | Mistrzostwa Europy                      | Monachium      | skok w dal         | 3. miejsce        | 6,80      | GBR           |
| 2023 | Halowe mistrzostwa Europy               | Stambuł        | skok w dal         | 1. miejsce        | 7,00      | GBR           |
| 2023 | Mistrzostwa świata                      | Budapeszt      | skok w dal         | el. – 22. miejsce | 6,41      | GBR           |
| 2025 | I dywizja drużynowych mistrzostw Europy | Madryt         | skok w dal         | 6. miejsce        | 6,75      | GBR           |